# Kono Manga ga Sugoi!
Kono Manga ga Sugoi! (このマンガがすごい!?  lit ¡Este manga es increíble!) es una serie de mook de referencia anual publicada por Takarajimasha desde 2005 que presenta clasificaciones y reseñas anuales de manga. Las clasificaciones se compilan encuestando a personas en la industria editorial y del manga. La serie es parte de la otra serie mook de Takarajimasha, incluida Kono Eiga ga Sugoi!, que se centra en el cine; Kono Mystery ga Sugoi!, que se centra en novelas de misterio; y Kono Light Novel ga Sugoi!, que se centra en las novelas ligeras.

## Publicaciones
- Kono Manga ga Sugoi! 2006 Men ver. (1 de diciembre de 2005, ISBN 4796650172)
- Kono Manga ga Sugoi! 2006 Women ver. (1 de diciembre de 2005, ISBN 4796650199)
- Kono Manga ga Sugoi! 2007 Men ver. (5 de diciembre de 2006, ISBN 4796655670)
- Kono Manga ga Sugoi! 2007 Women ver. (5 de diciembre de 2006, ISBN 4796655697)
- Kono Manga ga Sugoi! 2008 (4 de diciembre de 2007, ISBN 978-4796661416)
- Kono Manga ga Sugoi! Lado B (8 de agosto de 2008, ISBN 978-4796664653)
- Kono Manga ga Sugoi! 2009 (5 de diciembre de 2008, ISBN 978-4796667173)
- Kono Manga ga Sugoi! 2010 (10 de diciembre de 2009, ISBN 978-4796675154)
- Kono Manga ga Sugoi! 2011 (10 de diciembre de 2010, ISBN 978-4796679602)
- Kono Manga ga Sugoi! 2012 (10 de diciembre de 2011, ISBN 978-4796688321)
- Kono Manga ga Sugoi! 2013 (10 de diciembre de 2012, ISBN 978-4800204516)
- Kono Manga ga Sugoi! 2014 (9 de diciembre de 2013, ISBN 978-4800219817)
- Kono Manga ga Sugoi! 2015 (10 de diciembre de 2014, ISBN 978-4800235824)
- Kono Manga ga Sugoi! 2016 (10 de diciembre de 2015, ISBN 978-4800247315)
- Kono Manga ga Sugoi! 2017 (10 de diciembre de 2016, ISBN 978-4800264497)
- Kono Manga ga Sugoi! 2018 (9 de diciembre de 2017, ISBN 978-4800278319)
- Kono Manga ga Sugoi! 2019 (11 de diciembre de 2018, ISBN 978-4800290014)
- Kono Manga ga Sugoi! 2020 (11 de diciembre de 2019, ISBN 978-4299000897)
- Kono Manga ga Sugoi! 2021 (14 de diciembre de 2020, ISBN 978-4299012029)
- Kono Manga ga Sugoi! 2022 (9 de diciembre de 2021, ISBN 978-4299023896)
- Kono Manga ga Sugoi! 2023 (14 de diciembre de 2022, ISBN 978-4299037374)

## Mejor manga del año
| Año  | Hombres ver.                                                                               | Mujeres ver.                                                |
| ---- | ------------------------------------------------------------------------------------------ | ----------------------------------------------------------- |
| 2006 | Pluto de Naoki Urasawa                                                                     | Honey and Clover de Chica Umino                             |
| 2007 | Detroit Metal City de Kiminori Wakasugi                                                    | Honey and Clover de Chica Umino                             |
| 2008 | 81diver de Yokusaru Shibata                                                                | Kimi ni Todoke de Karuho Shiina                             |
| 2009 | Saint Onii-san de Hikaru Nakamura                                                          | Sakamichi no Apollon de Yuki Kodama                         |
| 2010 | Bakuman de Tsugumi Ōba y Takeshi Obata                                                     | Chihayafuru de Yuki Suetsugu                                |
| 2011 | Shingeki no Kyojin de Hajime Isayama                                                       | Her de Tomoko Yamashita                                     |
| 2012 | Black Jack Sosaku Hiwa: Tezuka Osamu no Oshigoto Bakara de Masaru Miyazaki y Koji Yamamoto | Hana no Zubora-Meshi de Masayuki Kusumi and Etsuko Mizusawa |
| 2013 | Terra Formars de Yū Sasuga y Michio Fukuda                                                 | Ore Monogatari!! de Kazune Kawahara y Aruko                 |
| 2014 | Assassination Classroom de Yūsei Matsui                                                    | Sayonara Sorcier de Hozumi                                  |
| 2015 | Koe no Katachi de Yoshitoki Ōima                                                           | Chi-chan wa Chotto Tarinai de Tomomi Abe                    |
| 2016 | Dungeon Meshi de Ryoko Kui                                                                 | Wotaku ni Koi wa Muzukashī de Fujita                        |
| 2017 | Chūkan Kanriroku Tonegawa de Tensei Hagiwara, Tomohiro Hashimoto y Tomoki Miyoshi          | Kin no Kuni Mizu no Kuni de Nao Iwamoto                     |
| 2018 | The Promised Neverland de Kaiu Shirai y Posuka Demizu                                      | Marronnier Ōkoku no Shichinin no Kishi de Nao Iwamoto       |
| 2019 | Tengoku Daimakyō de Masakazu Ishiguro                                                      | BL Metamorphosis de Kaori Tsurutani                         |
| 2020 | Spy × Family de Tatsuya Endō                                                               | Sayonara Mini Skirt de Aoi Makino                           |
| 2021 | Chainsaw Man de Tatsuki Fujimoto                                                           | Onna no Sono no Hoshi de Yama Wayama                        |
| 2022 | Look Back de Tatsuki Fujimoto                                                              | Umi ga Hashiru Endroll de John Tarachine                    |
| 2023 | Hikaru ga Shinda Natsu de Mokumokuren                                                      | Tenmaku no Jadūgal: A Witch's Life in Mongol de Tomato Soup |